# Simon François Daumont de Saint-Lusson

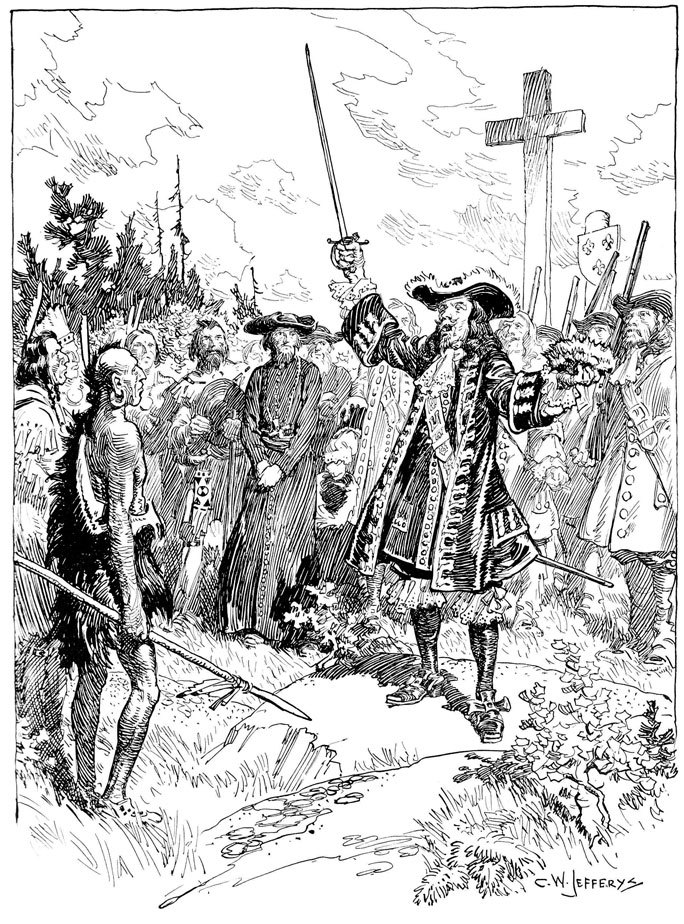
Daumont de Saint-Lusson, sieur St. Lusson, toma posesión de la región de los Grandes Lagos en el nombre del rey Luis XIV de Francia, durante una ceremonia celebrada en Sault Ste. Marie el 14 de junio de 1671.
(ilustración de C.W. Jefferys)

Simon François Daumont de Saint-Lusson (muerto después de 1677) fue un oficial militar de las tropas del rey de Francia, Luis XIV, en la Nueva Francia recordado por haber reclamado la región de los Grandes Lagos para Francia en un acto que se llamó «El desfile de la Sault» (The Pageant of the Sault). 

## Su misión
Simon François Daumont de Saint-Lusson llegó a la Nueva Francia en compañía del comisario encuestador Dupont-Gaudais alrededor de 1663. El 3 de septiembre de 1670, fue nombrado comisario subdelegado por el intendente Jean Talon y fue enviado a Sault Ste. Marie con la misión de reclamar los lagos Hurón y Superior y toda la vasta región «contiguas y adyacentes, descubiertas o por descubrir — que estuviese— limitada por un lado por los mares Septentrional y Occidental y por el otro lado por el mar del Sur incluyendo toda su longitud y anchura» para Luis XIV.

(...) la búsqueda de la mina de cobre en el país de los Ottawas, Nez Perce, Illinois, y otras naciones descubiertas y a descubrir en América Septentrional al lado del lago Superior o mar Dulce.
(...) la recherche de la mine de cuivre au pays des Outaouas, Nez-Percés, Illinois, et autres nations découvertes et à découvrir en l’Amérique Septentrionale du côté du lac Supérieur ou mer Douce.

Los registros indican que alrededor de 2000 nativos americanos asitieron a la ceremonia: jefes principales de los sauks, menomonees, pottawattamies, winnebagoes y otros trece tribus estaban presentes. Daumont de Saint-Lusson levantó simbólicamente su espada y un puñado de tierra después de que el Te Deum fuera cantado mientras era erigida una enorme cruz con el escudo de Francia seguida de oraciones y gritos de «Vive le roi». Los regalos franceses fueron canjeados por pieles. Podría ser seguro asumir que los indios que vieron la reinvidación oficial de la tierra que suponía que toda la gente dentro de sus límites eran entonces súbditos del rey de Francia como un elaborado ritual del comercio de pieles.
Francia emprendió entonces una exploración de la región basada en los relatos de los primeros voyageurs y las observaciones formuladas por los exploradores Jean Nicolet, René Robert Cavelier de La Salle, René Bréhant de Galinée, François Dollier de Casson, Louis Jolliet et Jacques Marquette. Daumont de Saint-Lusson, además de intentar descubrir la mina de cobre del lago Superior, intentará encontrar el paso del Noroeste en dirección noroeste, mientras que La Salle intentará dirigirse hacia el mar del Sur. Esta fue la respuesta francesa a la expansión inglesa en la bahía de Hudson.